# سكوت دانيلز
سكوت دانيلز (بالإنجليزية: Scott Daniels)‏ هو لاعب كرة قدم بريطاني، ولد في 22 نوفمبر 1969 في South Benfleet ‏ في المملكة المتحدة. لعب مع كولتشستر يونايتد ونادي إكزتر سيتي ونادي نورثامبتون تاون.